# Thomas Renoldner

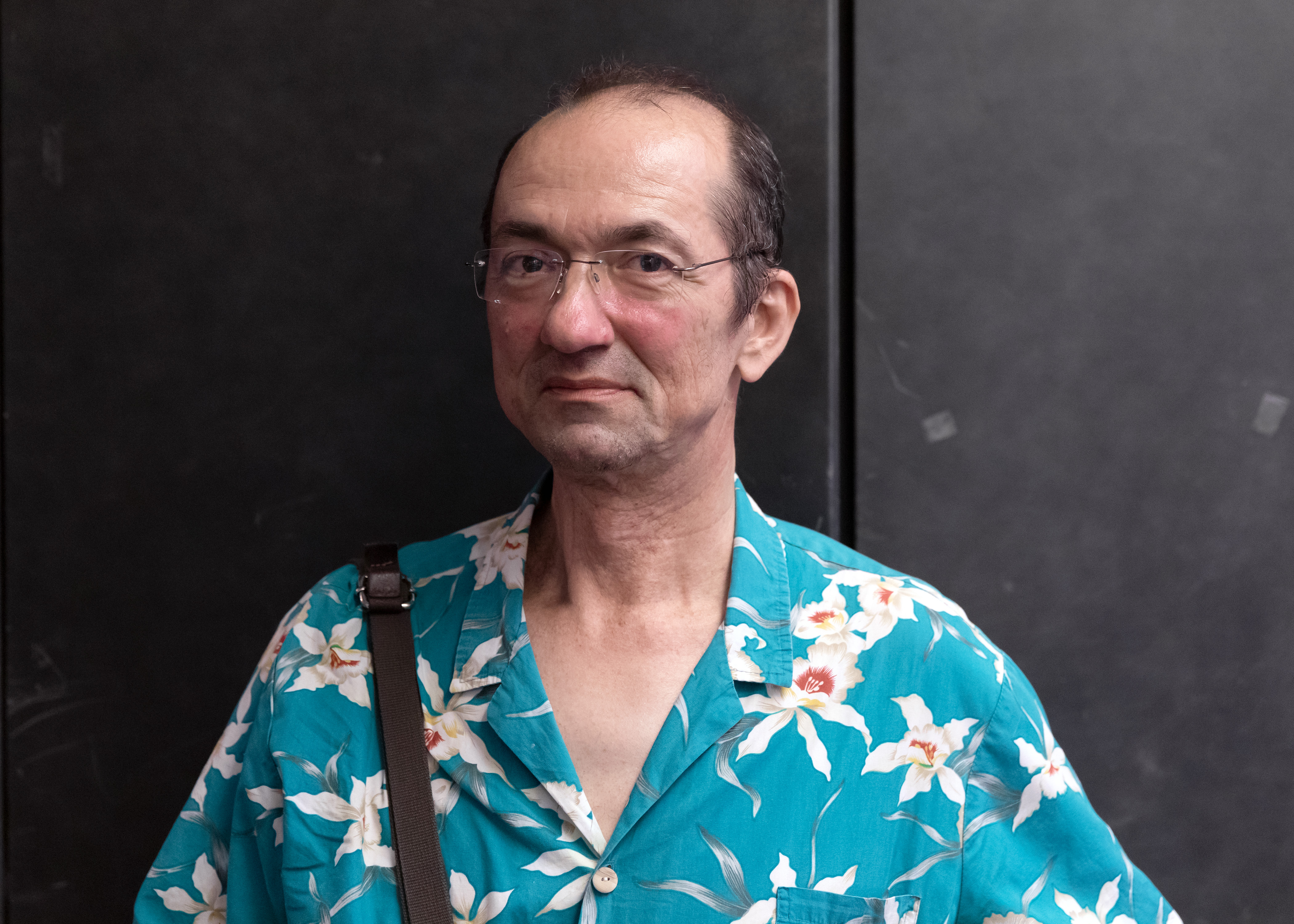
Thomas Renoldner (2018)

Thomas Renoldner (* 14. Jänner 1960 in Linz) ist ein österreichischer Filmregisseur, Musiker und Filmkurator.

## Leben
Thomas Renoldner maturierte 1978 am Akademischen Gymnasium in seiner Geburtsstadt Linz. Ab 1976 betätigte er sich künstlerisch. Zu seinen Ausdrucksformen wurden Malerei, Musik, Film, Installation und Performance. Renoldner studierte zunächst von 1979 bis 1983 Pädagogik und Psychologie an der Universität Innsbruck und der Universität Salzburg. Von 1989 bis 1994 studierte er experimentelles Gestalten an der Hochschule für angewandte Kunst in Wien, wo er die Meisterklasse von Maria Lassnig und Christian Ludwig Attersee besuchte. Sein Diplomfilm Rhythmus 94 basiert auf einer Fotosequenz von Eadweard Muybridge. Er wurde auf zahlreichen Filmfestivals gezeigt und erhielt unter anderem den Director’s Choice Award am Black Maria Festival 1996 in New Jersey.
Renoldner leitete von 1992 bis 2003 die ASIFA Austria, die österreichische Zweigstelle des internationalen Animationsfilm-Verbands Association internationale du film d’animation (ASIFA). Ab 1994 wirkte er im internationalen Vorstand der ASIFA. Zudem veröffentlichte er Forschungsarbeiten zur Geschichte des Animationsfilms in Österreich. Neben seinen eigenen kurzen Animations-, Experimental- und Werbefilmen arbeitete Thomas Renoldner ab dem Jahr 2000 auch als Produzent von Animationsfilmen anderer Künstlerinnen und Künstler, darunter Sabine Groschup, Nicolas Mahler, Heinz Wolf und Linda Wolfsgruber.
Nachdem er seit den frühen 1990er Jahren bereits Animationsworkshops für Kinder, Jugendliche und Erwachsene abgehalten hatte, erhielt er 2002 einen einjährigen Lehrauftrag für Animationsfilm an der Kunstuniversität Linz. Er wurde 2004 an der Wiener Kunstschule und 2005 an der Akademie der bildenden Künste Wien Lehrbeauftragter und ständiger Leiter der dortigen Animationsfilmstudios. Im Jahr 2006 begann er zusätzlich eine Lehrtätigkeit für Animationsfilm am SAE Institute in Wien. Als Kurator gestaltete Renoldner österreichische Filmprogramme für ausländische Filmfestivals und internationale Programme für österreichische Filmfestivals. So ist er seit 2009 einer beiden Chefkuratoren der Wettbewerbsschiene Animation Avantgarde des Filmfestivals Vienna Shorts. In Wien kuratierte er schon ab 2005 regelmäßig das One Day Animation Festival, später 2 Days Animation Festival. Er gehörte zudem den Jurys mehrerer internationaler Animationsfilmfestivals an.
Thomas Renolder war einer der 28 österreichischen Filmschaffenden, die anlässlich des Wiener Mozartjahrs 2006 eingeladen wurden, einen einminütigen Kurzfilm für das Projekt The Mozart-Minute zu gestalten, und schuf dafür den Film Mozart Party 06. In Sunny Afternoon aus dem Jahr 2012 behandelte er auf verschiedenen Ebenen das Thema Zeit. Der Kurzfilm wurde auf vielen Festivals gezeigt und gewann einen Spezialpreis für den besten Musikfilm am Animator Festival 2012 in Poznań. In Fuck the Cancer! setzte sich Renoldner 2016 mit seiner eigenen Krebserkrankung auseinander. Sein auf zahlreichen Filmfestivals präsentierter Film Dont Know What aus dem Jahr 2019, in dem er die Experimentalfilm-Tradition mit Slapstick-Elementen verbindet, gewann unter anderem den Hauptpreis des Ottawa International Animation Festivals 2019 und ist in der Kategorie Bester Kurzfilm für den Annie Award 2020 nominiert.

## Filmografie
- 1980: Atemnot
- 1981: Kobbla Mamfred
- 1982: Sie haben 15 Sekunden Zeit, etwas besonders Wichtiges zu sagen
- 1983: Die Begrenzungslinien der Projektionsfläche
- 1984: Il carnevale
- 1985: Sehnsucht: Wildnis
- 1985: Warten Sie auf etwas Besonderes?
- 1987: Filmplastik
- 1987: Das Fenster
- 1987: Der Dialog
- 1989: Haus / Frau
- 1989: Shark in the City
- 1989: Ein Schlag zuviel
- 1989: Struktur / Auflösung
- 1990: Würfel
- 1991: Bunt
- 1992: Lonely Cowboy in 1992
- 1994: Rhythmus 94
- 1996: Picnic in the green
- 1997: Hiroshima.August.92
- 1997: Zeit Raum
- 1998: SC01 – Belo Horizonte.April.97
- 1998: Sophia’s Year
- 2012: Sunny Afternoon
- 2016: Fuck the Cancer!
- 2019: Dont Know What

## Schriften
- Animationsfilm in Österreich: 1900–1970. Begleitheft zur Filmschau. ASIFA, Wien 1995.
- Was ist Animation? In: Christian Dewald, Sabine Groschup, Mara Mattuschka, Thomas Renoldner (Hrsg.): Die Kunst des Einzelbilds. Animation in Österreich – 1832 bis heute. Filmarchiv Austria, Wien 2010, ISBN 978-3-902531-66-7, S. 11–40.
- Animation in Österreich – 1832 bis heute. In: Christian Dewald, Sabine Groschup, Mara Mattuschka, Thomas Renoldner (Hrsg.): Die Kunst des Einzelbilds. Animation in Österreich – 1832 bis heute. Filmarchiv Austria, Wien 2010, ISBN 978-3-902531-66-7, S. 41–154.